# 결혼작사 이혼작곡 2
《결혼작사 이혼작곡 2》는 2021년 6월 12일부터 2021년 8월 8일까지 방영한 TV조선 주말미니시리즈이다.

## 기획 의도
방송국에서 잘 나가는 30대, 40대, 50대 매력적인 세 명의 여주인공에게 닥친 상상도 못 했던 불행에 관한 이야기, 진실한 사랑을 찾는 부부과 그 주변인들의 불협화음을 다룬 드라마

## 방송 시간
| 방송 채널 | 방송 기간                                             | 방송 시간                 | 방송 분량  |
| --------- | ----------------------------------------------------- | ------------------------- | ---------- |
| TV CHOSUN | 2021년 6월 12일 ~ 2021년 7월 17일 [1회~12회] (본방송) | 매주 주말 밤 9:00 ~ 10:20 | 1시간 20분 |
| TV CHOSUN | 2021년 8월 7일 ~ 2021년 8월 8일 [15~16회] (본방송)    | 매주 주말 밤 9:00 ~ 10:20 | 1시간 20분 |
| TV CHOSUN | 2021년 7월 24일 [13회] (본방송)                       | 토요일 밤 9:00 ~ 10:20    | 1시간 20분 |
| TV CHOSUN | 2021년 7월 25일 [14회] : 결방                         | -                         | -          |
| TV CHOSUN | 2021년 7월 31일 [15회] : 결방                         | -                         | -          |
| TV CHOSUN | 2021년 8월 1일 [14회] (본방송)                        | 일요일 밤 9:00 ~ 10:20    | 1시간 20분 |

## 등장인물

### 판사현·부혜령 가족
- 성훈 : 판사현(32세) 역 - 시그널 컨트리클럽 둘째 아들이자 혜령의 전남편

결혼 삼년차 딩크족 변호사로 혜령의 유명세가 아닌, 드럼 치는 모습에 반해 연애와 결혼을 성공했다. 그러던 어느 날 혜령과 정반대의 성격인 송원을 만나 사랑에 빠진다.
- 이가령 : 부혜령(33세) 역 - 아름답고 똑 부러진 성격의 아나운서 출신

라디오 DJ이자 판사현의 전아내로 남편 사현과 2세 계획 없이 '워라벨 라이프'로 살자고 약속하고 결혼했다. 하지만 돌아선 사현의 마음을 붙잡기 위해 임신 계획을 세우기 시작한다.
- 김응수 : 판문호(63세) 역 - 판사현의 아버지이자 시그널 컨트리클럽 회장

충청도 출신의 가부장적인 인물로 불같은 성격을 가진 인물, 아버지의 유산으로 받은 땅에 신도시가 들어서면서 하루아침에 땅부자가 됐다. 아닌 척 하지만 아들 '사현'이 언제쯤이면 떡두꺼비 같은 손자를 안겨줄지 학수고대하고 있다.
- 이종남 : 소예정(59세) 역 - 판사현의 친모

순정적인 아내이자 한평생 살림만 해온 전업주부, 아들 사현의 이혼 선언을 해결하기 위해 갖은 애를 쓴다.

### 신유신·사피영 가족
- 이태곤 : 신유신(44세) 역 - 사피영의 전남편이자 신병원 신경정신과 원장

'백번 다시 태어나도 피영과 결혼하겠다'는 말을 일초의 머뭇거림 없이 하는 사랑꾼이다.
- 박주미 : 사피영(40세) 역 - 신유신의 전아내이자 라디오 방송의 메인 PD

누구보다 완벽한 가정을 꿈꾸며 일도, 집안일도, 양육도, 남편에게도 항시 최선의 노력을 다한다.
- 김보연 : 김동미(58세) 역 - 신유신의 새어머니이자 판문호의 첫사랑

병원장 신기림이 아내와 사별하자 처녀의 몸으로 신기림에게 시집와 아이도 없이 새 아들인 유신을 돌보며 평화로운 가정을 이끌었다. 뒷모습만 보면 30대처럼 보이는 뛰어난 자기관리와 생기발랄함을 지녔다. 기림이 사망하고 난뒤 유신네와의 왕래가 잦아진다.
- 노주현 : 신기림(77세) 역 - 신유신의 아버지이자 신병원 명예 원장

젊었을 적 아내를 일찍 떠나보내고 19살 어린, 깍듯한 간호사였던 김동미와 재혼했다. 영화를 보던 중 심장마비로 사망한다.
- 이효춘 : 모서향(64세) 역 - 사피영의 친모

부잣집 딸 출신이지만 딸 피영의 눈치를 보며 필리핀에서 거주해왔다. 한국에 돌아온 현재 시한부 인생을 살다가 병원에서 사망.
- 박서경 : 신지아(12세) 역 - 신유신과 사피영의 딸

박우람과 절친 사이로 은근히 할 말은 다 하지만, 나이에 비해 생각이 깊은 사랑스러운 인물.

### 박해륜·이시은 가족
- 전노민 : 박해륜(50세) 역 - 선진대학교 연극영화과 학과장이자 이시은의전 남편 가빈의 내연남

고 3때 만나 결혼까지 한 아내 시은의 아낌없는 사랑과 지원으로 어엿한 교수까지 되었다. 가빈을 만나 사랑에 빠진 해륜은 시은과 이혼을 결심한다.
- 전수경 : 이시은(50세) 역 - 라디오 방송의 메인 작가이자 박해륜의 전부인

일과 살림에 치여 꾸미기도 힘들다. 30년 동안 오로지 남편과 자식만을 챙기며 악착같이 살아왔지만 남편의 외도로 이혼을 하게 된다.
- 전혜원 : 박향기(20세) 역 - 박해륜과 이시은의 맏딸

연극영화과에 진학했지만 적성이 맞지 않아 재수를 준비 중이다. 평소 동생 '우람'을 잘 챙기고 활발한 성격.
- 임한빈 : 박우람(12세) 역 - 박해륜과 이시은의 늦둥이 아들

신지아와 친구사이로 마음이 여리고 순수한 편, 엄마아빠 이혼소식에 큰 충격을 받는다.

### 세여자
- 이민영 : 송원(42세) 역 - 중국어 번역가

한번 결혼 경험이 있는 이혼녀, 사현의 부부관계를 카운슬링 해주다 사랑에 빠진다.
- 송지인 : 아미(28세) 역 - 패션 모델겸 배우

유신의 애인. 웅의 친딸.
- 임혜영 : 남가빈(40세) 역 - 뮤지컬 배우

해륜의 애인.

### 그 외 인물
- 문상호 : 서반(50세) 역 - '부혜령의 사랑과 음악과 추억'라디오 방송국 엔지니어

항상 무미건조한 말투와 표정을 짓는 탓에 피영, 시은, 혜령은 서반의 실체를 궁금해 한다. 준수한 외모와 틈이 없는 성격, 일할 때와는 다르게 럭셔리한 생활을 하는 베일에 싸인 부장님.
- 부배 : 서동마 역 - 서반의 이복동생
- 윤서현 : 조웅(50세) 역 - 조은한의원 원장

박해륜의 쌍둥이 형인 해강과 같은 대학교 동기였고, 사현의 고향 옆집 친한 형이었으며 유신과는 같은 승마 회원이었다. 지수희를 통해 본인에게 딸이 있다는 사실을 알게 되고 큰 충격을 받는다.
- 신수호 : 윤변 역 - 로펌 변호사, 판사현의 동료
- 배유리 : 최준재 역 - 판문호 집 전무(집사)
- 미상 : 부혜령의 직원 역
- 오혜정 : 의사 역
- 진시원 : 레지던트 역

### 특별 출연
- 윤해영 : 지수희 (49세) 역 - 아미의 어머니 (1-2, 11회)

조웅이 과거 교제하던 여자, 조웅의 딸인 아미를 낳았다.
- 이숙 : 모서리 역 - 모서향의 동생이자 피영의 이모 (8-11, 13회)
- 박현정 : 박창희 역 - 송원의 선배 (9회)
- 임백천
- 홍지윤 : 주얼리 숍 직원 역 (11회)
- 박상민 (14회)

## 시청률
최저 시청률과 최고 시청률은 시청률 조사회사와 지역별로 시청률에 차이가 있을 수 있습니다.
| 2021년 | 2021년   | 2021년         | 2021년       |
| 회차   | 방송일   | AGB 시청률     | AGB 시청률   |
| 회차   | 방송일   | 대한민국(전국) | 서울(수도권) |
| ------ | -------- | -------------- | ------------ |
| 제1회  | 6월 12일 | 4.227%         | 3.887%       |
| 제1회  | 6월 12일 | 4.903%         | 4.971%       |
| 제2회  | 6월 13일 | 4.409%         | 4.532%       |
| 제2회  | 6월 13일 | 5.079%         | 4.996%       |
| 제3회  | 6월 19일 | 5.415%         | 5.225%       |
| 제3회  | 6월 19일 | 6.093%         | 5.887%       |
| 제4회  | 6월 20일 | 5.893%         | 5.964%       |
| 제4회  | 6월 20일 | 6.219%         | 6.279%       |
| 제5회  | 6월 26일 | 5.017%         | 5.468%       |
| 제5회  | 6월 26일 | 6.418%         | 6.681%       |
| 제6회  | 6월 27일 | 6.525%         | 6.640%       |
| 제6회  | 6월 27일 | 6.967%         | 6.966%       |
| 제7회  | 7월 3일  | 7.760%         | 7.771%       |
| 제7회  | 7월 3일  | 8.928%         | 8.616%       |
| 제8회  | 7월 4일  | 8.796%         | 8.855%       |
| 제8회  | 7월 4일  | 9.334%         | 9.473%       |
| 제9회  | 7월 10일 | 8.634%         | 8.609%       |
| 제9회  | 7월 10일 | 11.275%        | 11.096%      |
| 제10회 | 7월 11일 | 9.326%         | 9.245%       |
| 제10회 | 7월 11일 | 11.885%        | 11.463%      |
| 제11회 | 7월 17일 | 10.555%        | 10.659%      |
| 제11회 | 7월 17일 | 13.086%        | 13.044       |
| 제12회 | 7월 18일 | 10.688%        | 10.698%      |
| 제12회 | 7월 18일 | 12.538%        | 12.325%      |
| 제13회 | 7월 24일 | 10.487%        | 10.334%      |
| 제13회 | 7월 24일 | 13.222%        | 13.032%      |
| 제14회 | 8월 1일  | 10.107%        | 10.705%      |
| 제14회 | 8월 1일  | 12.617%        | 13.307%      |
| 제15회 | 8월 7일  | 12.178%        | 12.824%      |
| 제15회 | 8월 7일  | 14.811%        | 15.407%      |
| 제16회 | 8월 8일  | 13.792%        | 13.934%      |
| 제16회 | 8월 8일  | 16.582%        | 16.453%      |

## OST
- Part.1 홍지윤 - Love Again
- Part.2 박상민 - 그때 알았더라면
- Part.3 유제이 - 사랑해선 안되는 걸 알면서도
- Part.4 유소나 - Don't Turn Away
- Part.5 이현 - 깊은 슬픔
- Part.6 성훈 - 괜찮아
- Part.7 손예림 - 사랑이 다 그렇다면 어쩌겠어
- Part.8 성훈 - For You
- Part.9 노틸러스 - 기다리다

## 참고 사항
- 임성한 작가가 은퇴 선언을 번복하고 MBC 일일 특별기획 드라마 《압구정 백야》 이후 5년 만에[4] '피비'라는 필명으로 복귀하는 작품이다.
- 피비 (임성한) 작가와 성훈은 SBS 주말 특별기획 드라마 《신기생뎐》 이후 10년 만에 두 번째로 호흡을 맞추게 되었다.
- 피비 (임성한) 작가와 이태곤은 SBS 주말 드라마 《하늘이시여》, MBC 주말 특별기획 드라마 《보석비빔밥》에 이어 11년 만에 세 번째로 호흡을 맞추게[4] 되었다.
- 피비 (임성한) 작가와 김보연은 MBC 일일 드라마 《아현동 마님》, SBS 주말 특별기획 드라마 《신기생뎐》, MBC 일일 드라마 《오로라 공주》 이후 8년 만에 네 번째로 호흡을 맞추게 되었다.
- 수년 간 피비 (임성한) 작가의 드라마에 출연하고 싶다는 의사를 밝혀왔던 서유리가 해당 드라마의 카메오로 출연하게 되었다. 드라마 관계자는 "임성한 작가가 그 이야기를 전해듣고 어떻게든 출연시키고 싶다"는 의사를 드러냈다고 전했다.[5] 그러나 최종적으로 서유리의 카메오 출연은 불발되었다.
- 오랜 공백기를 가졌던 배우들이 해당 작품으로 복귀하였다. 임혜영 (남가빈 역)은 KBS 2TV 수목 드라마 《오 마이 금비》 이후[6], 이태곤 (신유신 역)은 SBS 일일 드라마 《잘 키운 딸 하나》 이후[4], 노주현 (신기림 역)은 SBS 주말 드라마 《그래, 그런거야》 이후[7], 이효춘 (모서향 역)은 MBC 아침 드라마 《좋은 사람》 이후[8] 안방극장에 돌아왔다.
- 2021년 2월 26일, 2021년 상반기 편성을 목표로 시즌2 제작이 확정되었다.[9]

## 결방 사유
- 2021년 7월 25일 : 《골프왕 특별판》 편성으로 인한 결방.
- 2021년 7월 31일 : 《결혼작사 이혼작곡 특별판》 편성으로 인한 결방.

## 같이 보기
- 대한민국의 텔레비전 드라마 목록 (ㄱ)
- 2021년 대한민국의 텔레비전 드라마 목록
- 결혼작사 이혼작곡 시리즈
- 결혼작사 이혼작곡
- 결혼작사 이혼작곡 3